# مؤسسة محمود درويش
مؤسسة محمود درويش هي مؤسسة حكومية تابعة لحكومة فلسطين وهي غير ربحية أُنشأت في 4 أكتوبر عام 2008 وذلك انطلاقاً من المرسوم الصادر في مدينة رام الله. غاية المؤسسة هو تقدير ونشر مكانة وكتابات الشاعر الفلسطيني محمود درويش.
وعلى الرغم من كون المؤسسة تابعة للحكومة الا انها تتمتع بالاستقلال الإداري والمالي، وبكافة الامتيازات الممنوحة للوزارات والمؤسسات العامة، ولها أن تعقد أي عقود أو اتفاقيات تتعلق بأعمالها مع أي شخص أو مؤسسة أو شركة في داخل فلسطين أو خارجها، كما أن لها أن تستأجر أو تمتلك الأموال المنقولة وغير المنقولة لأعمالها، ولها بهذه الصفة يمكن للمؤسسة أن تقاضي أو تقاضى.

## أهداف المؤسسة
- جمع أعمال الشاعر وتراثه وحفظهما.

- إنشاء مركز ثقافي متعدد الأغراض في منطقة ضريح الشاعر في رام الله وإدارته.

- اقتراح نشاطات ثقافية وأدبية وفنية وإنسانية وأكاديمية وخيرية وإعلامية وأي نشاطات أخرى يحددها مجلس الأمناء وتنفيذها ورعايتها.

- تخصيص جائزة سنوية للإبداع في مجالات الثقافة والأدب والفنون تمنح لمثقفين من فلسطين وخارجها.

## مجلس الأمناء
يضم المؤسسة مجلس أمناء يقومون باجتماع واحد كل عام او اكثر بحال دعت الضرورة لذلك، ويقومون بمهام عدة من اهمها:
1. رسم السياسة العامة لنشاط المؤسسة.
2. المصادقة على أنظمة المؤسسة الإدارية والمالية وخططها السنوية.
3. المصادقة على ميزانية المؤسسة وحسابها الختامي.
4. تعيين مراقب مالي على حسابات المؤسسة.
5. اتخاذ القرارات اللازمة لتحقيق أهداف المؤسسة، وتكليف المجلس التنفيذي والمدير العام بتنفيذها.
6. تنمية الموارد المالية للمؤسسة.
7. مناقشة التقرير المالي والإداري المقدم من المجلس التنفيذي وإقراره ومناقشة تقرير الحسابات الختامية التي يتم تدقيقها من قبل مدقق الحسابات القانوني وإقراره.
8. انتخاب المجلس التنفيذي مرة كل ثلاث سنوات.
9. تعديل النظام الأساسي.
10. البتّ فيما يرفع إليه من قبل المجلس التنفيذي.

### أعضاء المجلس
يضم مجلس أمناء المؤسسة الأول الأعضاء المعتمدين بمرسوم من رئيس منظمة التحرير الفلسطينية/رئيس السلطة الوطنية الفلسطينية.
المجلس الحالي (17 مايو 2024) يضم كل من:
1. السيد د. زياد أبو عمرو، (رئيس المجلس).

الأعضاء:
1. السيد أكرم هنية.
2. السيد محمد بركة.
3. السيد أيمن عودة.
4. السيد محمود شقير.
5. السيد سامر خوري.
6. السيد عارف الحسيني.
7. السيد عمار العكر.
8. السيد مصطفى كبها.
9. السيد محمد علي طه.
10. السيد يحيى يخلف.